# Actor sequitur forum rei
Der lateinische Rechtssatz Actor sequitur forum rei (der Kläger muss dem Gerichtsstand des Beklagten folgen) befasst sich mit der gerichtlichen Zuständigkeit. Er besagt, dass der Kläger, wenn er Klage gegen den Beklagten erheben will, dies bei dem für den Beklagten örtlich zuständigen Gericht tun muss.
Grundgedanke dieser Regelung ist, dass damit die Waffengleichheit zwischen den Parteien eher gewahrt bleibt. Der Kläger kann entscheiden, mit welchem genauen Inhalt und zu welchem Zeitpunkt er den Beklagten verklagt. Der Beklagte muss dann unter gewissem Zeitdruck durch prozessuale Fristen seine Rechtsverteidigung vorbringen und unter Umständen zunächst einen Anwalt suchen. Dies soll ihm wenigstens dadurch erleichtert werden, dass er nicht auch noch bei einem weit entfernten Gericht prozessieren muss. Die Bestimmung des zuständigen Gerichts ist daher nicht allein eine Frage der Zweckmäßigkeit, der Grundsatz actor sequitur forum rei hat vielmehr Gerechtigkeitsgehalt. Aus derartigen Überlegungen beschränkt das Gesetz auch zum Schutz des Beklagten die Möglichkeit, eine abweichende gerichtliche Zuständigkeit vertraglich zu vereinbaren (§ 38 ZPO).
Konträr wurde dieser Rechtssatz beim Militärrechtswesen im antiken Rom angewendet. Hier musste der zivile Beklagte nach dem 1. Jahrhundert dem Gerichtsstand des Soldaten, in der Regel zu dem örtlich zuständigen Militärlager, folgen.
Im deutschen Zivilprozessrecht findet sich eine Ausprägung des Grundsatzes in § 12 ZPO. Dort ist bestimmt, dass der allgemeine Gerichtsstand des Beklagten grundsätzlich die örtliche Zuständigkeit des Gerichts bestimmt. Allerdings gibt es daneben eine große Zahl ausschließlicher und besonderer Gerichtsstände, die diese Regel modifizieren.
In Fällen mit Auslandsbezug ist zunächst die internationale Zuständigkeit zu prüfen. Hierfür gilt in den Mitgliedstaaten der EU unter anderem die EuGVVO. Soweit deren Art. 4 Abs. 1 vorsieht, dass Personen, die ihren Wohnsitz im Hoheitsgebiet eines Mitgliedstaates haben, ohne Rücksicht auf ihre Staatsangehörigkeit vor den Gerichten dieses Mitgliedstaates zu verklagen sind, ist auch dies eine Ausprägung des Grundsatzes actor sequitur forum rei.